# 카스토르산
카스토르산(이탈리아어: Castore)은 스위스 발레주와 이탈리아 발레다오스타주의 경계에 있는 페나인 알프스에 있는 산이다. 이 산은 한 쌍의 쌍둥이 봉우리(Zwillinge) 중 더 높은 것이고, 다른 하나는 로마 신화의 쌍둥이자리 쌍둥이 이름을 따서 명명된 폴룩스산이다. 카스토르의 봉우리는 해발 4,223 m의 고도에 있으며, 브라이트호른과 몬테로사 사이에 있다. 이 산은 이탈리아어로 파소 디 베라(Passo di Verra), 독일어로 츠빌링스요흐(Zwillingsjoch)로 불리는, 해발 3,847 m에 위치한 통로를 통해 폴룩스산과 분리되어 있다.
최초의 등정은 1861년 8월 23일에 이루어졌다. 등반은 대개 펠리크요흐와 길고 좁은 남동쪽 능선을 통해 이탈리아 쪽의 고산 오두막이었던 퀸티노 셀라 산장(Capanna Quintino Sella)에서 이루어진다. 스위스 쪽에서 등반하면 클라인 마터호른에서 시작하여 이탈리아 빙하인 베라 빙하와 산의 서쪽 측면을 지나간다.

## 갤러리

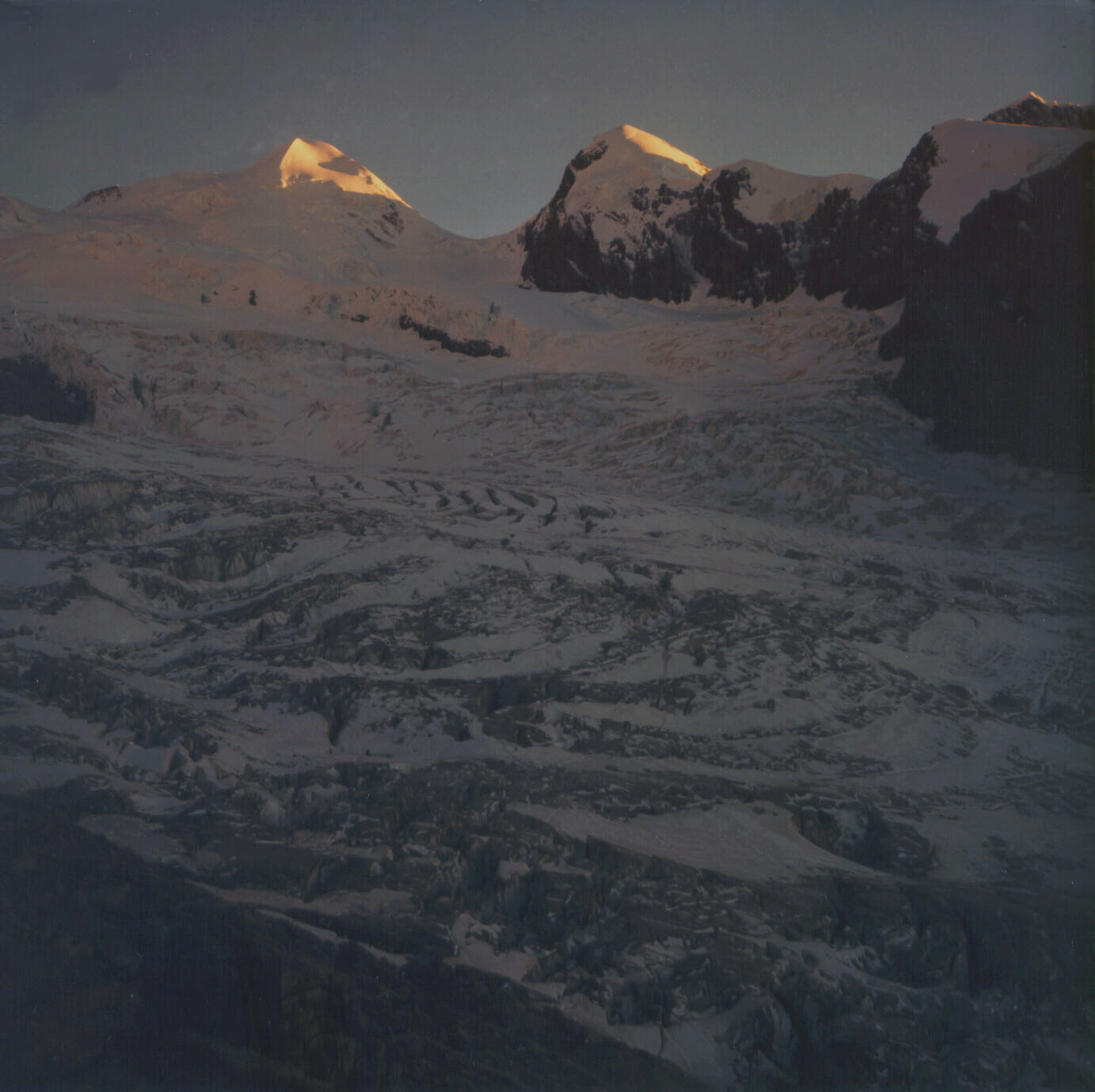
츠빌링스 빙하 위의 카스트로산(좌)와 폴룩스산(우)
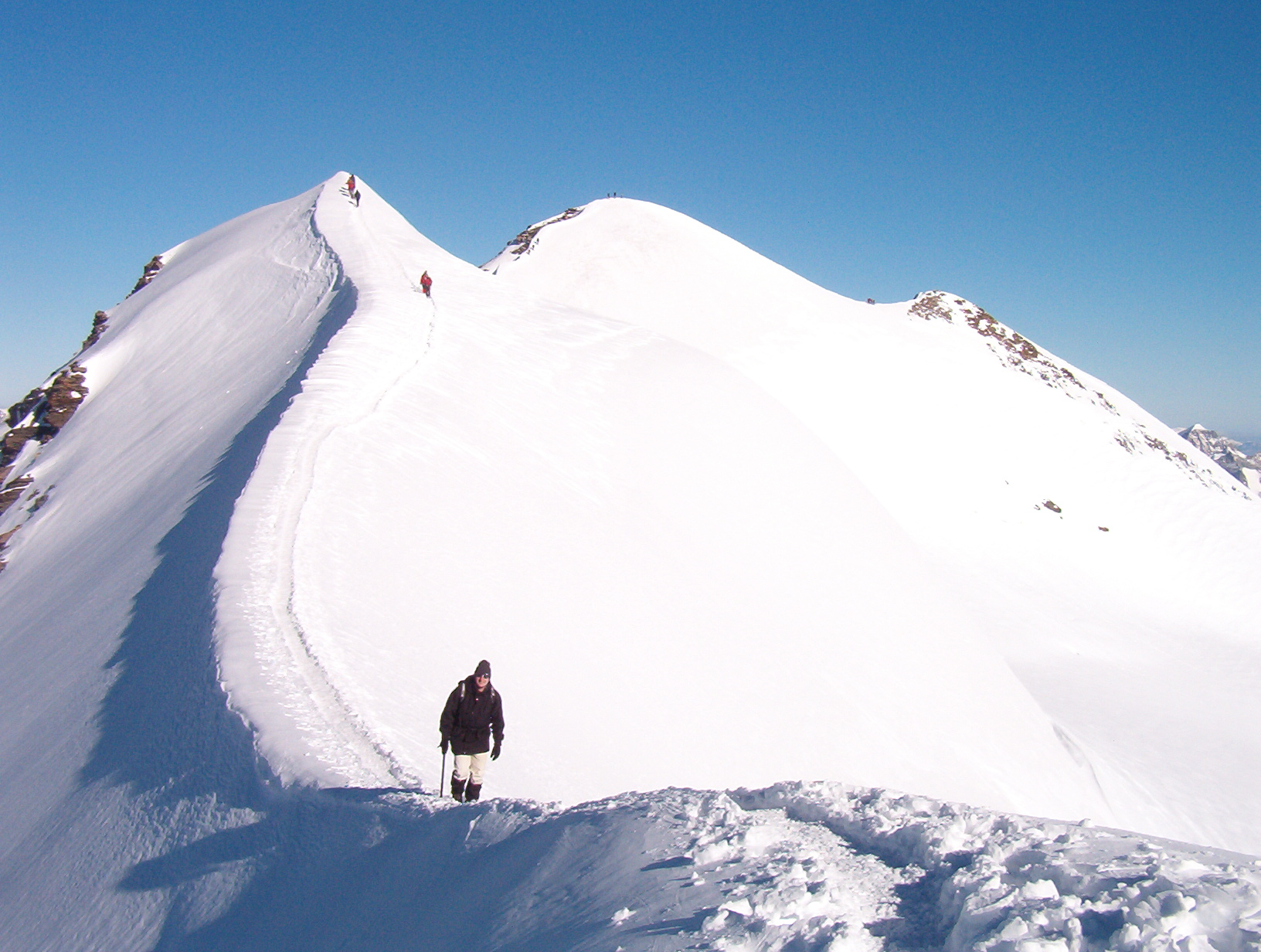
정상 능선을 따라 등반
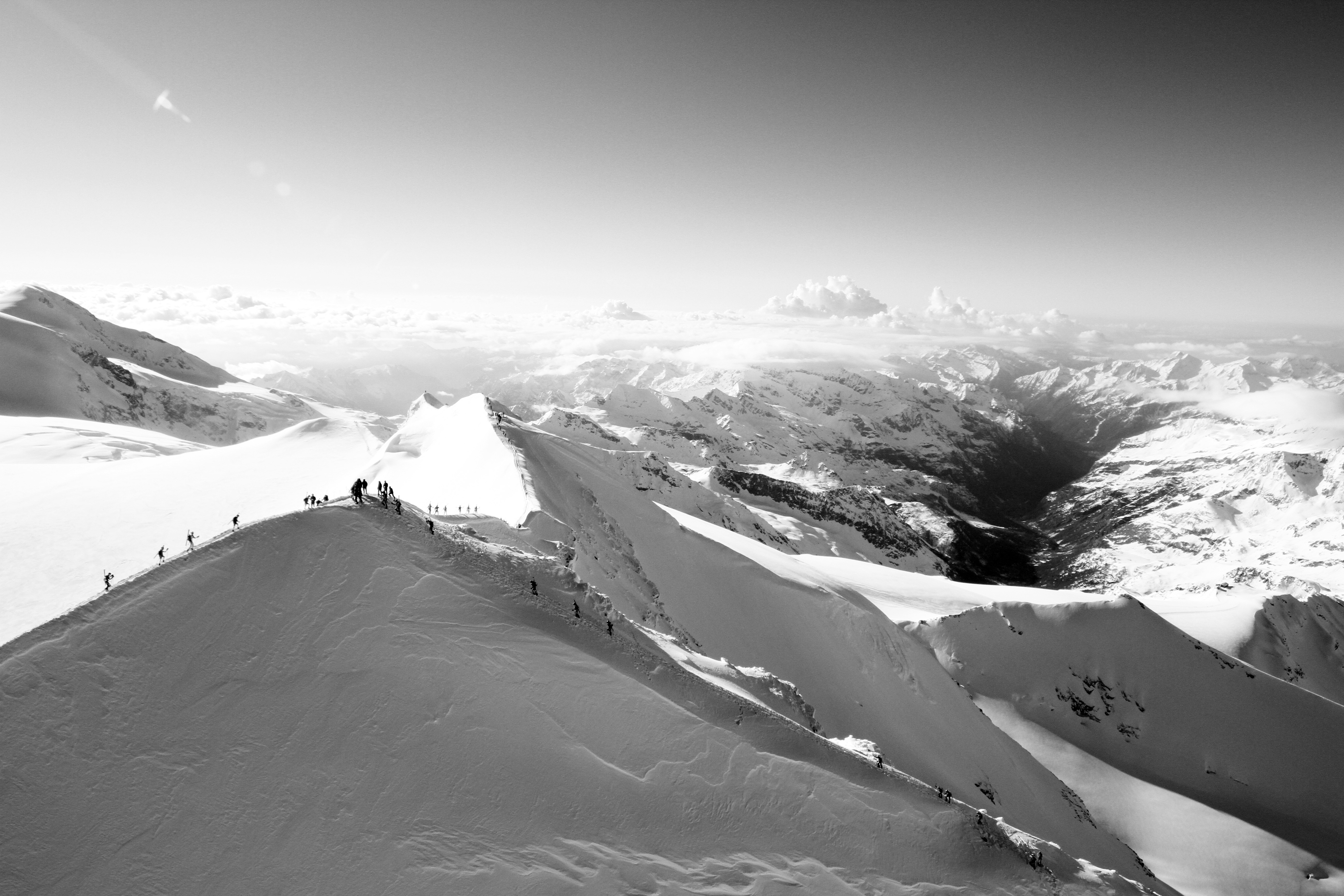
카스트로산의 흑백 풍경